# Gare de Fauske
La gare de Fauske est une gare ferroviaire de la Nordlandsbanen située dans la commune de Fauske dans le Nordland.

## Situation ferroviaire
La gare, établie à 34 m d'altitude, se situe à 674.23 km de Trondheim.

## Histoire
La gare a été mise en service en 1958. Elle a été le terminus de la ligne jusqu'en 1962, année où la ligne fut prolongée jusqu'à Bodø.

## Service des voyageurs

### Accueil
La gare est équipée d'un parking d'une trentaine de places. Il y a une salle d'attente ouverte toute la semaine. La gare a des automates pour la vente des billets. Il y a également un service de consigne et un kiosque.

### Desserte
La gare est desservie par des trains  en direction de Trondheim et Bodø. 

### Intermodalités
La gare fait également office de gare routière : des correspondances en bus existent pour Narvik, Harstad, Sortland et Tromsø.

## Ligne du Nordland
| Origine   | Arrêt précédent | Train | Train         | Train | Arrêt suivant | Destination |
| --------- | --------------- | ----- | ------------- | ----- | ------------- | ----------- |
| Trondheim | Røkland         |       | [Non indiqué] |       | Valnesfjord   | Bodø        |